# Harald Ertl
Harald Ertl (ur. 31 sierpnia 1948 w Zell am See, zm. 7 kwietnia 1982 niedaleko Gießen) – austriacki kierowca wyścigowy i dziennikarz sportów motorowych.

## Kariera wyścigowa

### Początki
Harald Ertl urodził się w Zell am See i uczęszczał do tej samej szkoły co Jochen Rindt i Helmut Marko. W 1969 kupił bolid Formuły 5 i wygrał 6 wyścigów. Zajął 2. miejsce w Pucharze Europy z zespołem Kaimann w 1970. W tym samym roku startował także w Formule 3 z zespołem March Engineering.

### Samochody turystyczne
W 1971 ścigał się Alfą Romeo w Mistrzostwach Niemiec i Mistrzostwach Europy.
W 1978 zdobył Mistrzostwo Niemiec Samochodów Turystycznych w samochodzie BMW E21 Turbo z zespołem Schnitzer Motorsport.
W 1979 i 1980 jeździł w zespole Zakspeed wygrywając kilka wyścigów w samochodzie Ford Capri turbo.

### Formuła 2
W latach 1974-1978 ścigał się w Formule 2. Jego najlepszym rezultatem było 3. miejsce w 1975 podczas wyścigu na torze Nürburgring.

### Formuła 1
Dzięki temu, że miał sponsora, zadebiutował w F1 w 1975 w zespole Hesketh Racing podczas Grand Prix Niemiec. Zajął wtedy 8. miejsce. Później nie ukończył domowego wyścigu o Grand Prix Austrii. Ostatnim jego wyścigiem w 1975 było Grand Prix Włoch, gdzie zajął 9. miejsce.
W 1976 zachęcony swoimi wynikami chciał wystartować w całym sezonie. Przez cały rok nie zdobył ani jednego punktu. Chociaż niewiele brakowało, aby zdobył 1 punkt podczas Grand Prix Wielkiej Brytanii. Ostatecznie zajął w tym wyścigu 7. miejsce. To był jego najlepszy rezultat w całej karierze w F1. Podczas Grand Prix Niemiec był jednym z kierowców, którzy pomagali Nikiemu Laudzie po jego groźnym wypadku.
W 1977 wystartował tylko w trzech wyścigach. W Hiszpanii nie ukończył wyścigu, we Francji był 9, a w Szwecji zajął 16. miejsce.
W 1978 jeździł już dla zespołu Ensign Racing. Wystartował tylko w dwóch wyścigach. Podczas Grand Prix Niemiec zajął 11. miejsce, a domowego Grand Prix Austrii nie ukończył. Był to jego ostatni wyścig w Formule 1. Próbował jeszcze wystartować w Grand Prix Holandii i Grand Prix Włoch, ale nie zakwalifikował się do tych wyścigów.
W 1980 próbował wystartować w Grand Prix Niemiec razem z zespołem ATS, ale nie zakwalifikował się.
W 1981 nie ścigał się, ale planował powrót do wyścigów w 1982 w serii Renault 5 Turbo Cup.

## Śmierć
Ertl zginął 7 kwietnia 1982 w katastrofie lotniczej w wieku 33 lat. Leciał z Mannheim do kurortu wypoczynkowego na wyspie Sylt prywatnym samolotem Beechcraft Bonanza prowadzonym przez jego szwagra.  Po przebyciu mniej niż ¼ dystansu w samolocie silnik uległ awarii. Do wypadku doszło niedaleko Gießen. Harald, jego siostrzenica i pilot zginęli na miejscu, a jego żona Vera i jego syn Sebastian zostali ranni.